# Vivisci

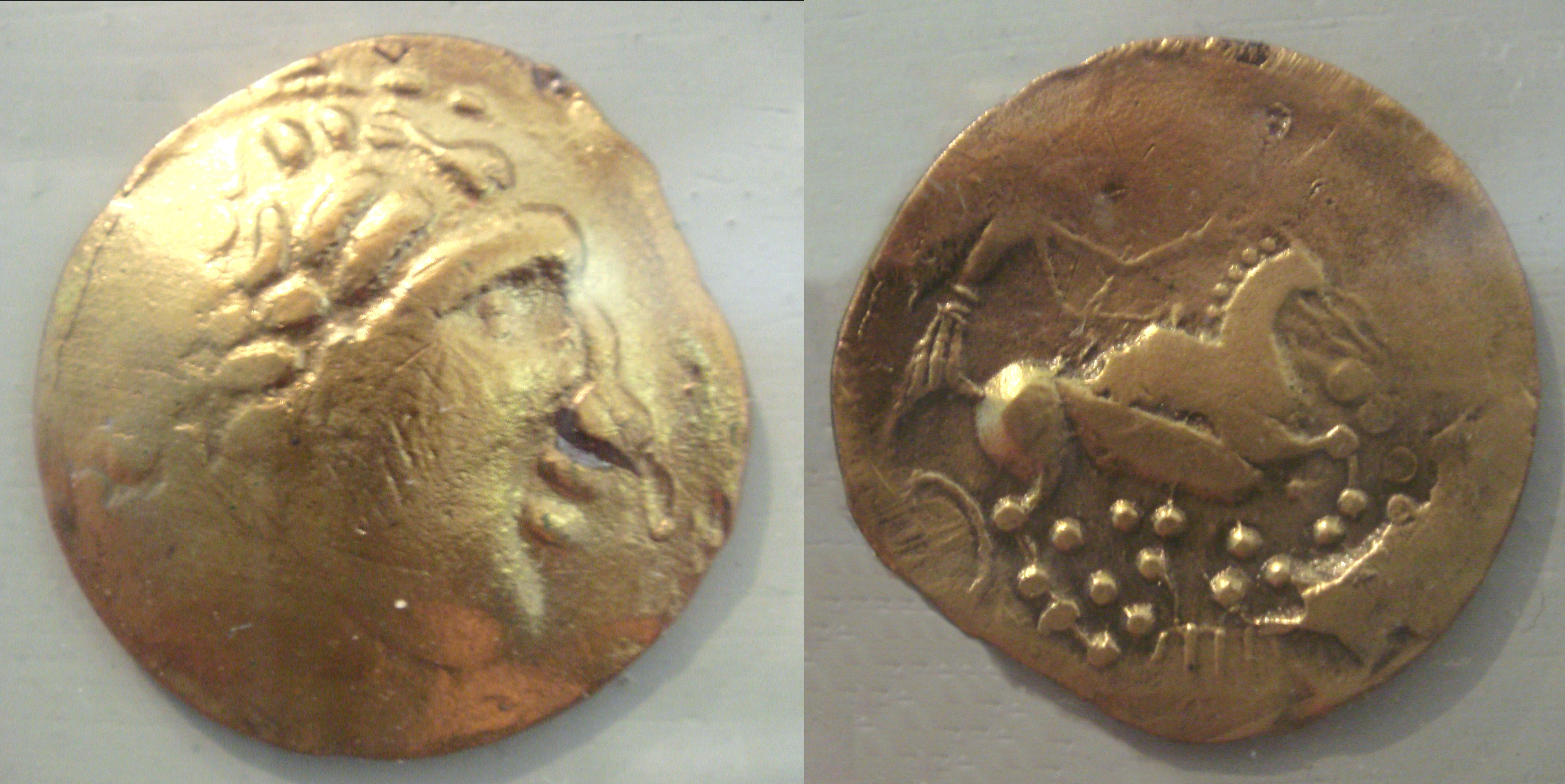
Munten van de Bituriges Vivisci, tussen de vijfde en de eerste eeuw v.Chr., waarschijnlijk afgeleid van muntontwerpen van de Grieken in pre-Romeins Gallië.

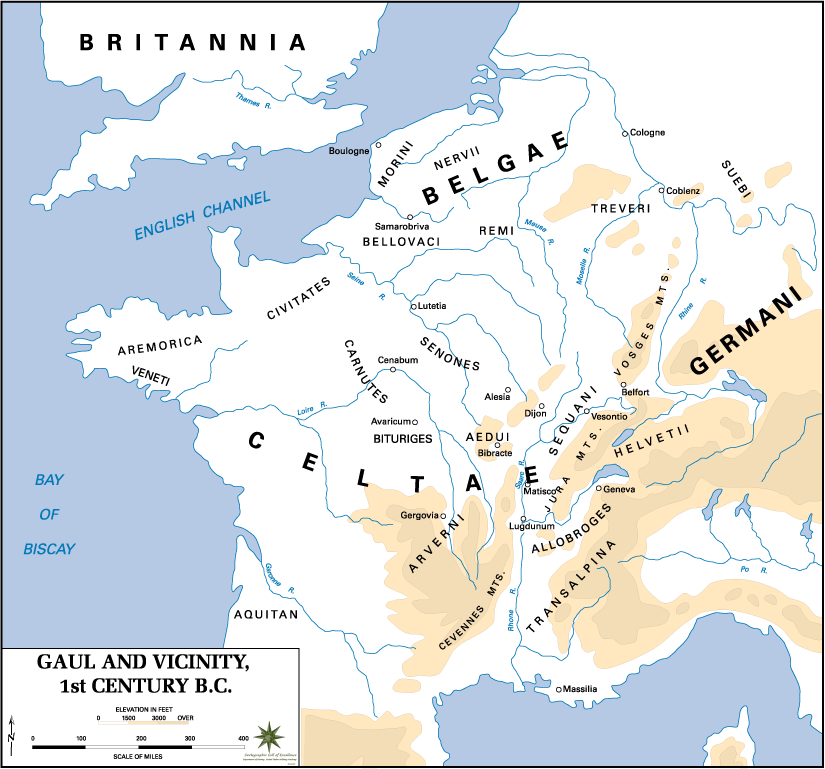
Een kaart van Gallië in de 1e eeuw v.Chr., met daarop de relatieve posities van de Keltische stammen.

De Bituriges Vivisci was een van de stammen in Gallië, met als hoofdstad Burdigala, het huidige Bordeaux. De Vivisci dreven handel in wijn, dat ze zelf op het land produceerden.
Bituriges betekent vermoedelijk Koningen van de Wereld, maar of er een link met de Bituriges (een andere stam in Gallië) is niet bekend. Men denkt dat de Bituriges en de Vivisci eerst een stam vormden, maar zich later opsplitsten. De Bituriges Vivisci bleven in Burdigala, de Bituriges Cubi stichtten een nieuwe stad, Avaricum, in Bourges.
Volgens Strabo was het gebied van de Vivisci omgeven met dat van de Aquitanische volkeren, maar de Vivisci waren zelf niet van Aquitanische afkomst en namen ook niet deel aan de politieke betrekkingen tussen de Aquitanische volkeren. Van de Vivisci is bekend dat ze een van de sterkere volkeren in Gallië waren. De Cubi, de stam die in Avaricum stichtten, verdedigden de stad in 52 v.Chr., het jaar van de Gallische opstand, tegen de troepen van Julius Caesar, maar de stad werd vernietigd.